# بيبي تشو
بيبي تشو (بالصينية: 周笔畅) هي كاتبة غنائية ومغنية وممثلة صينية، ولدت في 26 يوليو 1985 في تشانغشا في الصين.

## وصلات خارجية
- بيبي تشو على موقع IMDb (الإنجليزية)
- بيبي تشو على موقع ميوزك برينز (الإنجليزية)
- بيبي تشو على موقع ديسكوغز (الإنجليزية)
- بيبي تشو على موقع قاعدة بيانات الفيلم (الإنجليزية)